# Denis-Sébastien Leroy
Pour les articles homonymes, voir Leroy (patronyme).
Denis-Sébastien Leroy, né à Paris le 22 décembre 1769 et mort dans la même ville le 12 juillet 1832, est un peintre, dessinateur, illustrateur et enseignant d'art français.

## Biographie
Peu de détails sont connus des origines de Denis-Sébastien Leroy, sinon qu'il est né à Paris le 22 décembre 1769, le fils de Denis Leroy et Marie Anne Gilson,.
Se découvrant une ambition pour les arts, Leroy devient éventuellement l'élève du peintre et graveur français Pierre Peyron,. Il est par la suite admis à l'École des Beaux-Arts en pleine période révolutionnaire en France.
Nous lui connaissons quelques dessins lors de son passage et à sa sortie de l'École des Beaux-Arts: un Groupe d'enfants, Renaud et Armide, Apollon inspirant Homère, La Folie arrache le voile à l'Innocence et lui montre l'Amour et la Volupté ainsi que Il emporte la rose et nous laisse l'épine. La plupart de ces dessins étaient en possession de la Société de la réunion des beaux-arts en 1868.
Il épouse Marie Françoise Lebon (1772-1851) le 6 août 1794, à Versailles, avec le peintre Pierre Peyron comme témoin du mariage. De l'union nait Adèle Cécile Leroy (1803-1842).
Entre 1795 et 1831, il expose à de nombreuses reprises au Salon de peinture et de sculpture.
En 1798, il obtient le Second Grand Prix de Rome en peinture pour son tableau Le Combat des Horaces et des Curiaces, qui s'avère être aussi le thème donné au concours,. Il avait auparavant échoué à trois reprises à remporter ce prix prestigieux. Une année avant d'être reconnu au Prix de Rome, ses traits ont été reproduits en buste par le sculpteur Philippe-Laurent Roland.
L'apport de Denis-Sébastien Leroy aux arts s'est surtout concentré au niveau des nombreux dessins qu'il a produits, dont plusieurs à la source de gravures, ainsi que des illustrations accompagnant divers ouvrages. En particulier, c'est près d'une centaine de dessins que Leroy a produit pour le compte d'Antoine-Michel Filhol pour ses publications intitulées Cours historique et élémentaire de peinture ou Galerie complette du Museum central de France, par une société d'amateurs et d'artistes ou simplement Musée Filhol. Pour Filhol, Leroy s'est appliqué à reproduire des tableaux des grands maîtres de la peinture, et ce de 1802 à 1815.
Des illustrations de Leroy se retrouvent notamment parmi les publications suivantes: un recueil de portraits et costumes d'acteurs pour les pièces de théâtre Les vêpres siciliennes, Gaspard l'avisé et La jarretière de la mariée (représentées en 1819, 1812 et 1816, respectivement), un Atlas pour servir au voyage du Sénégal écrit par Jean-Baptiste-Léonard Durand, les ouvrages Histoire naturelle des quadrupèdes ovipares et des serpens de Bernard-Germain de Lacépède, le livre Le Paysan perverti ou les dangers de la ville de Nicolas Edme Restif de La Bretonne ainsi qu'un recueil de poèmes anonymes intitulé L'Éloge des belles - À la beauté.
Outre son travail de dessinateur et d'illustrateur, Denis-Sébastien Leroy est également enseignant à une école gratuite de dessin et donne des leçons autant chez lui qu'au-dehors.
En 1829, au mariage de sa fille Adèle Cécile avec Martin Loiseau, il est domicilié au 1, rue des Grands-Augustins, à Paris.
Denis-Sébastien Leroy meurt le 12 juillet 1832 à Paris lors de la deuxième pandémie de choléra qui sévissait en France,. Au jour de sa mort, il est domicilié au 1, rue Christine.

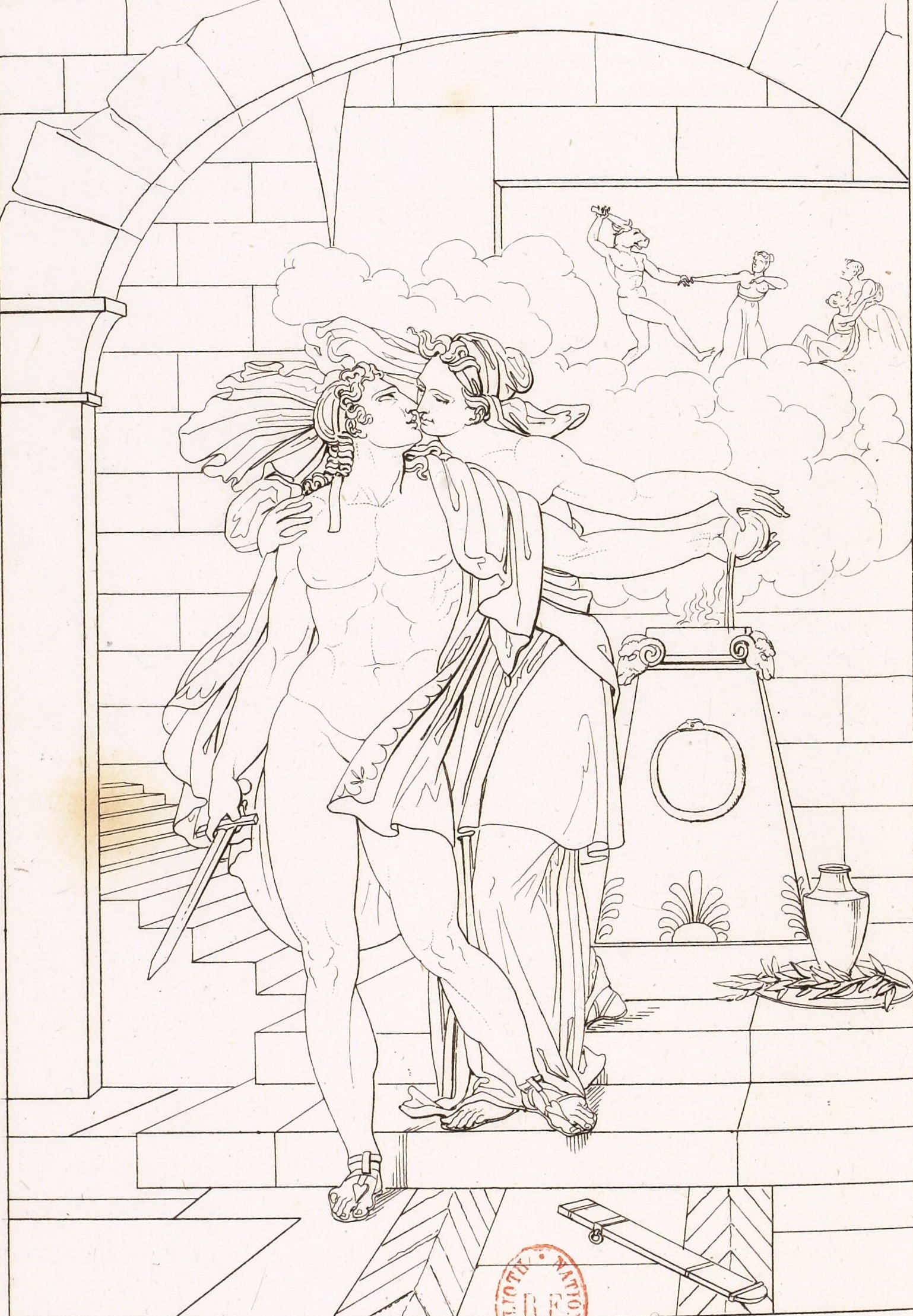
Les Adieux d'Ariane et de Thésée, prêt à descendre dans le labyrinthe pour y combattre le Minotaure, Denis-Sébastien Leroy, vers 1810, gravé par Charles-Victor Normand.

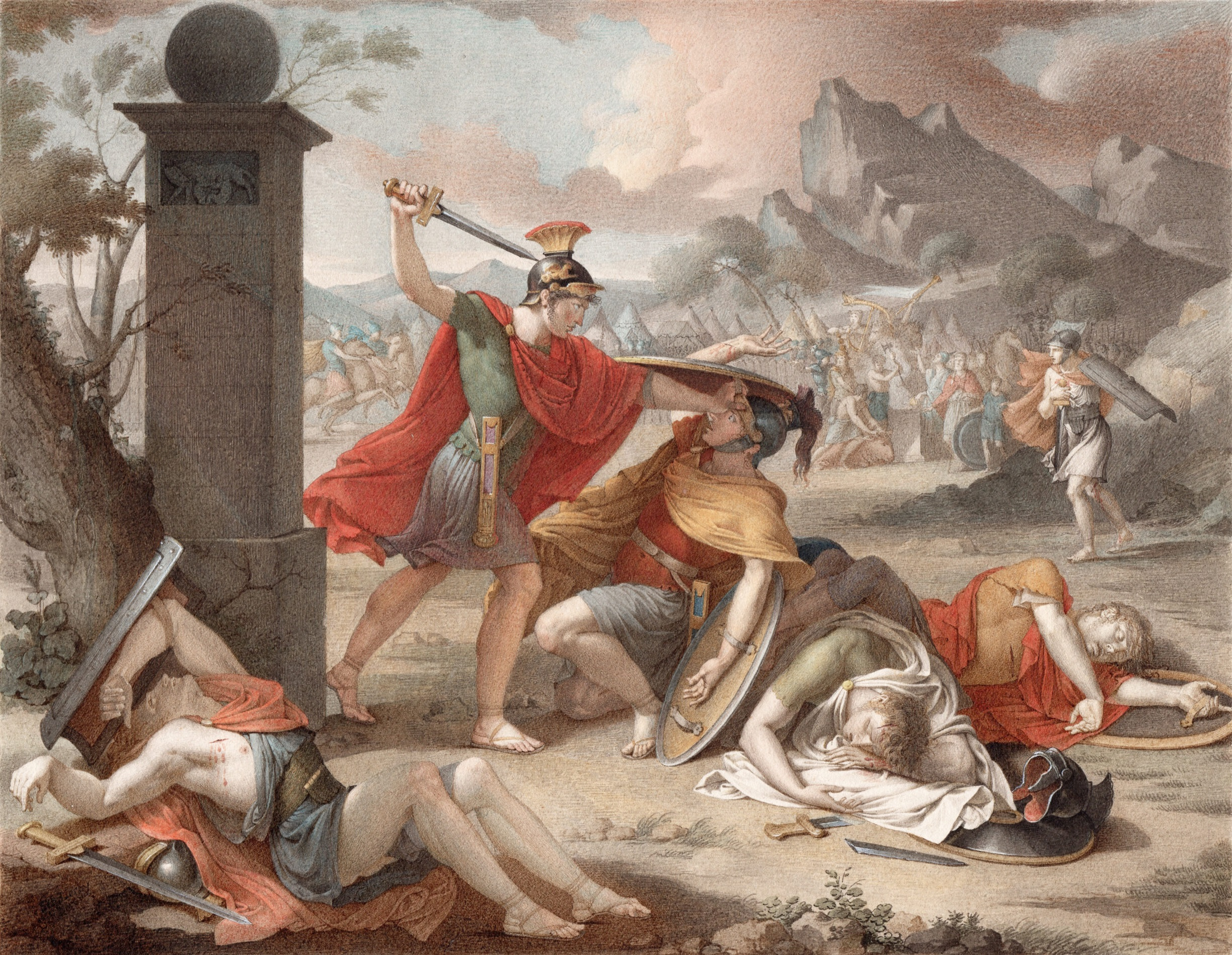
Le Combat des Horaces et des Curiaces, encre et aquarelle de Denis-Sébastien Leroy, 1798,.

## Réception critique
Outre Le Combat des Horaces et des Curiaces, le tableau le plus connu de Denis-Sébastien Leroy est sans doute Les Adieux d'Ariane et de Thésée, prêt à descendre dans le labyrinthe pour y combattre le Minotaure du fait que Charles-Victor Normand a produit une gravure de cette oeuvre qui figure dans les Annales du Musée et de l'école moderne des beaux-arts de Charles-Paul Landon. Ce dernier a d'ailleurs produit une critique de ce tableau qui se lit comme suit:

« Ce tableau est bien composé et d'un dessin correct; il est de plus soigneusement exécuté. C'est l'ouvrage d'un artiste laborieux, à qui d'autres occupations, mais toujours relatives aux arts, laissent trop peu de temps pour se livrer à la peinture. Les figures de ce tableau sont de grandeur naturelle. »

— Charles-Paul Landon, Annales du Musée et de l'école moderne des beaux-arts

## Galerie

Dessins de Denis-Sébastien Leroy à l'origine de gravures de reproductions
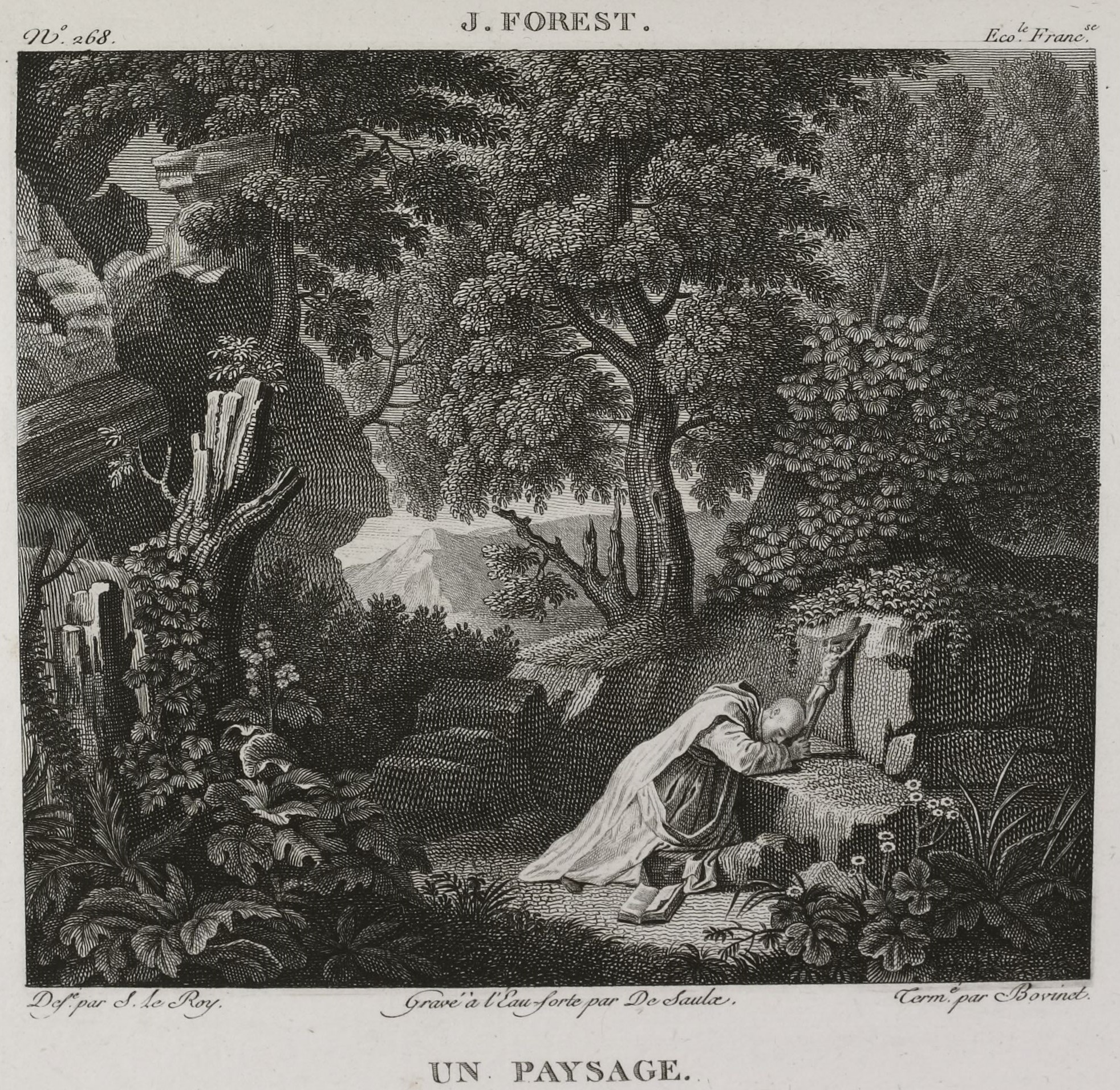
Un Paysage, d'après Jean-Baptiste Forest.
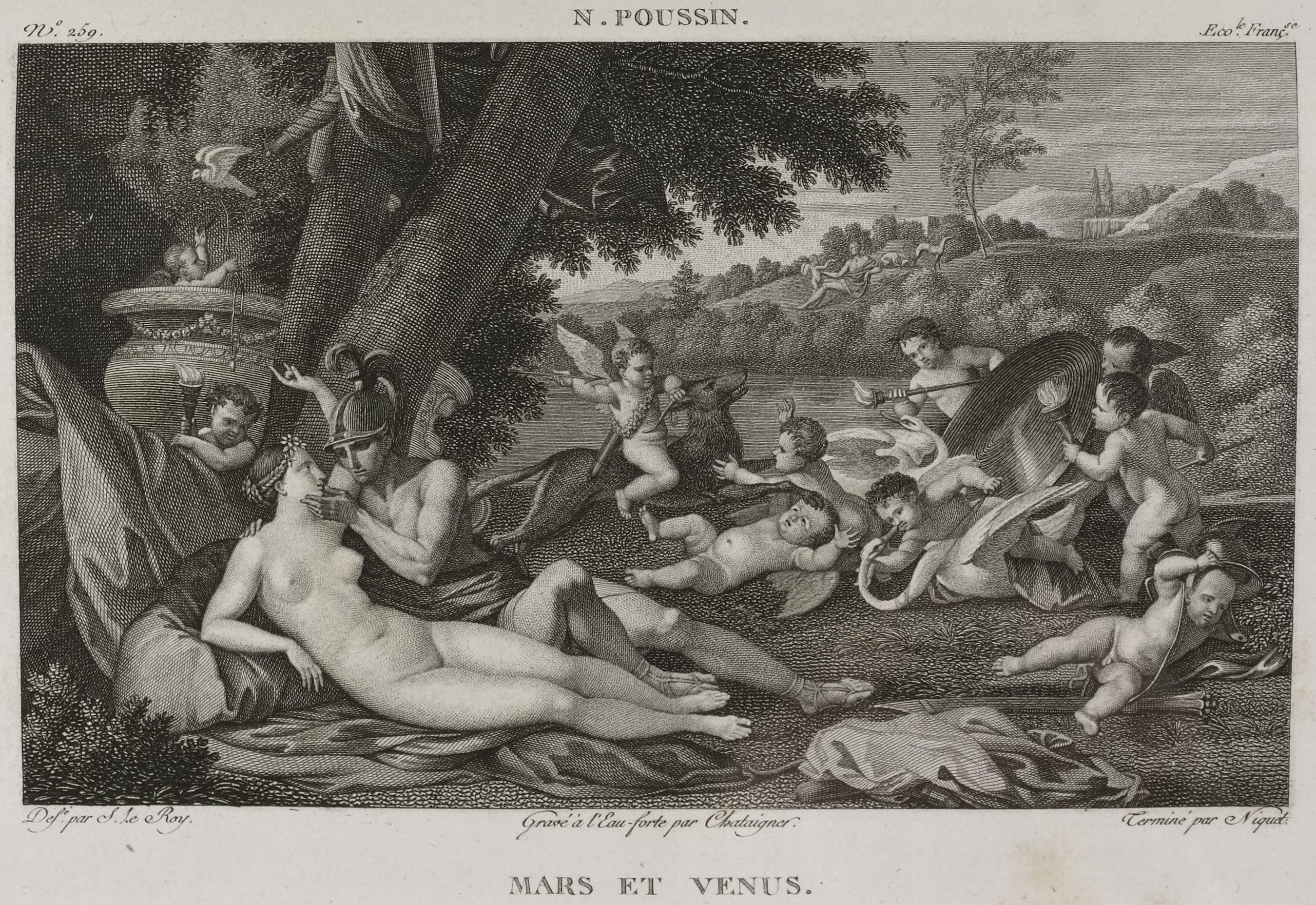
Mars et Vénus, d'après Nicolas Poussin.
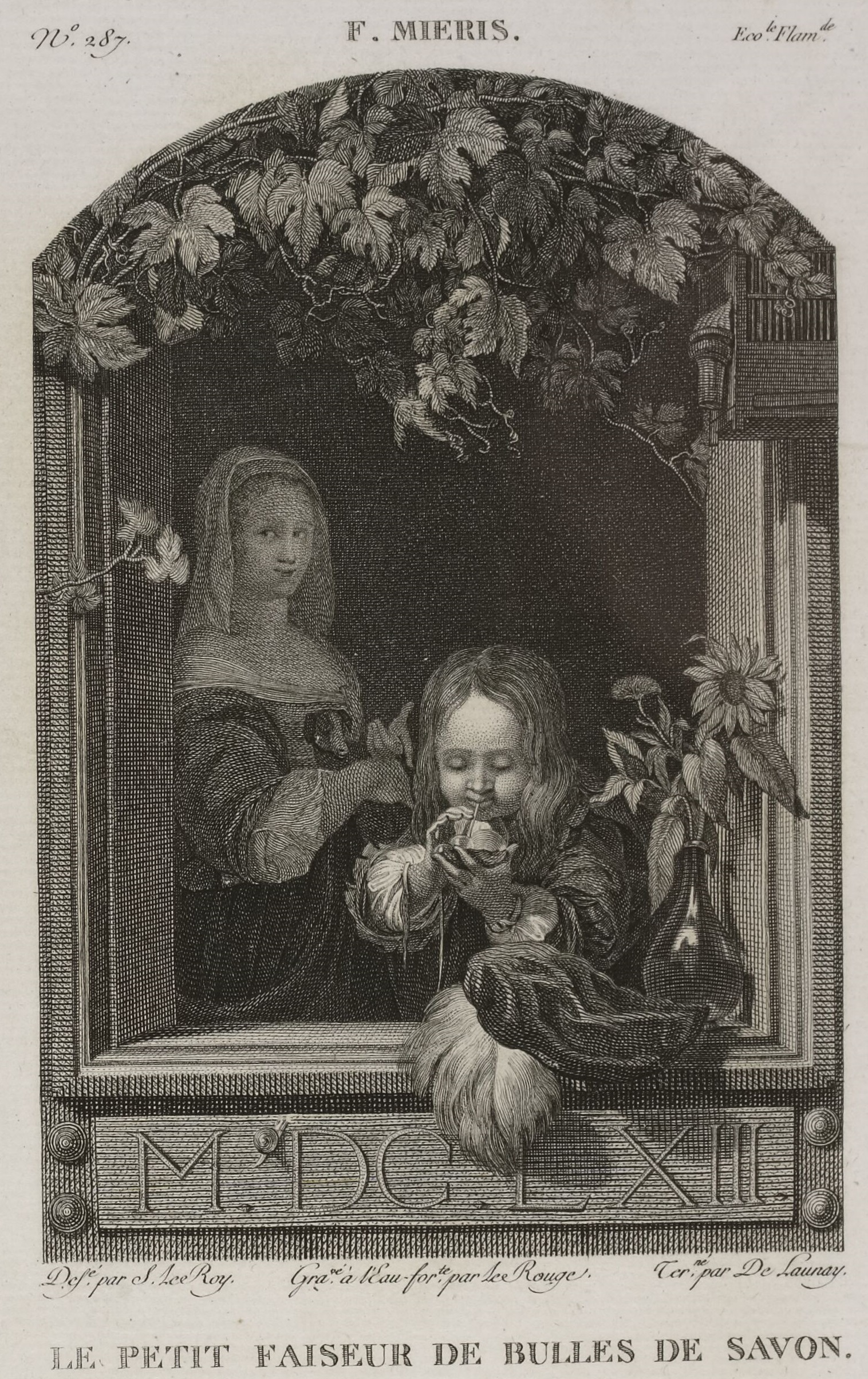
Le Petit faiseur de bulles de savon, d'après Frans van Mieris l'Ancien.
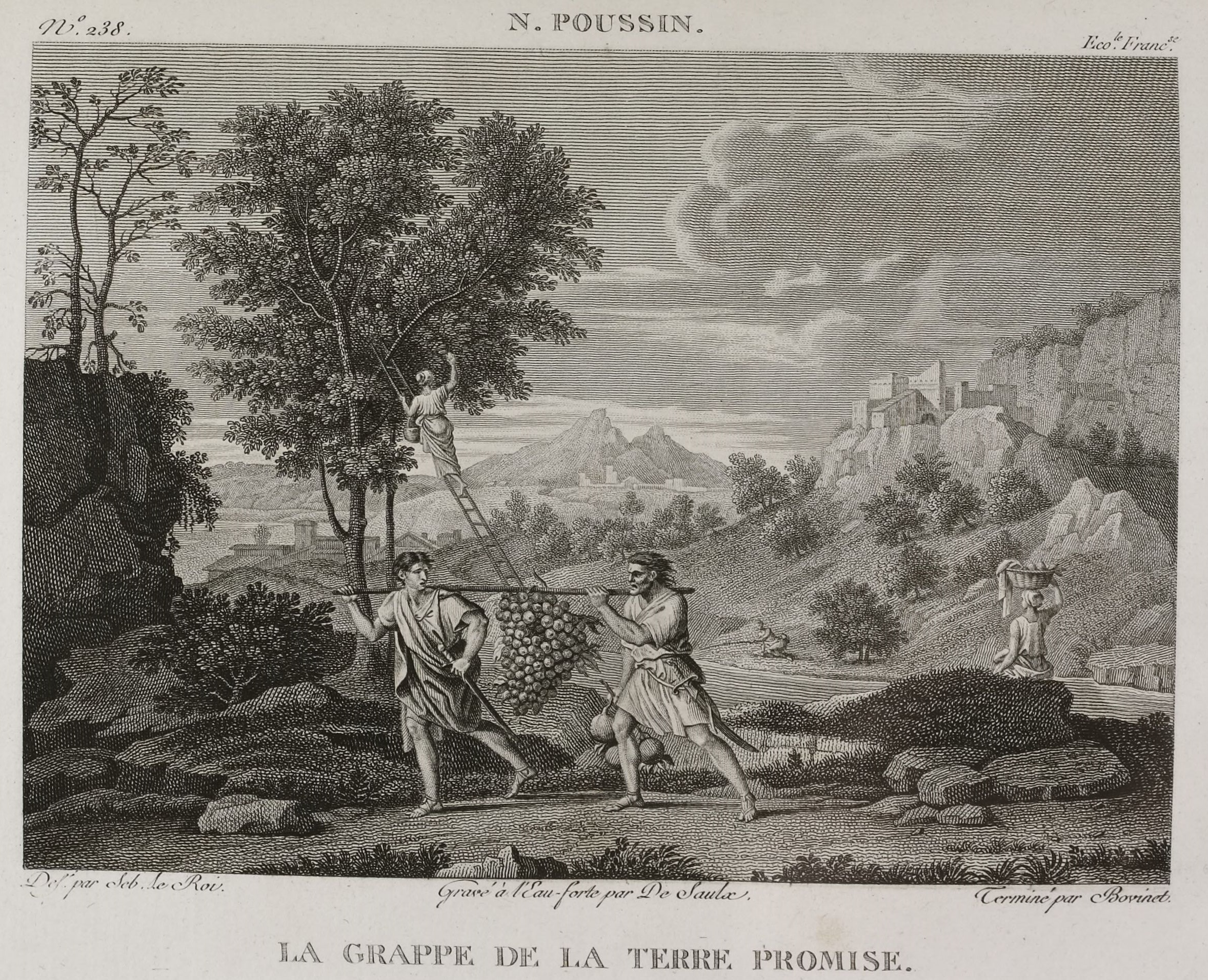
La Grappe de la Terre Promise, d'après Nicolas Poussin.
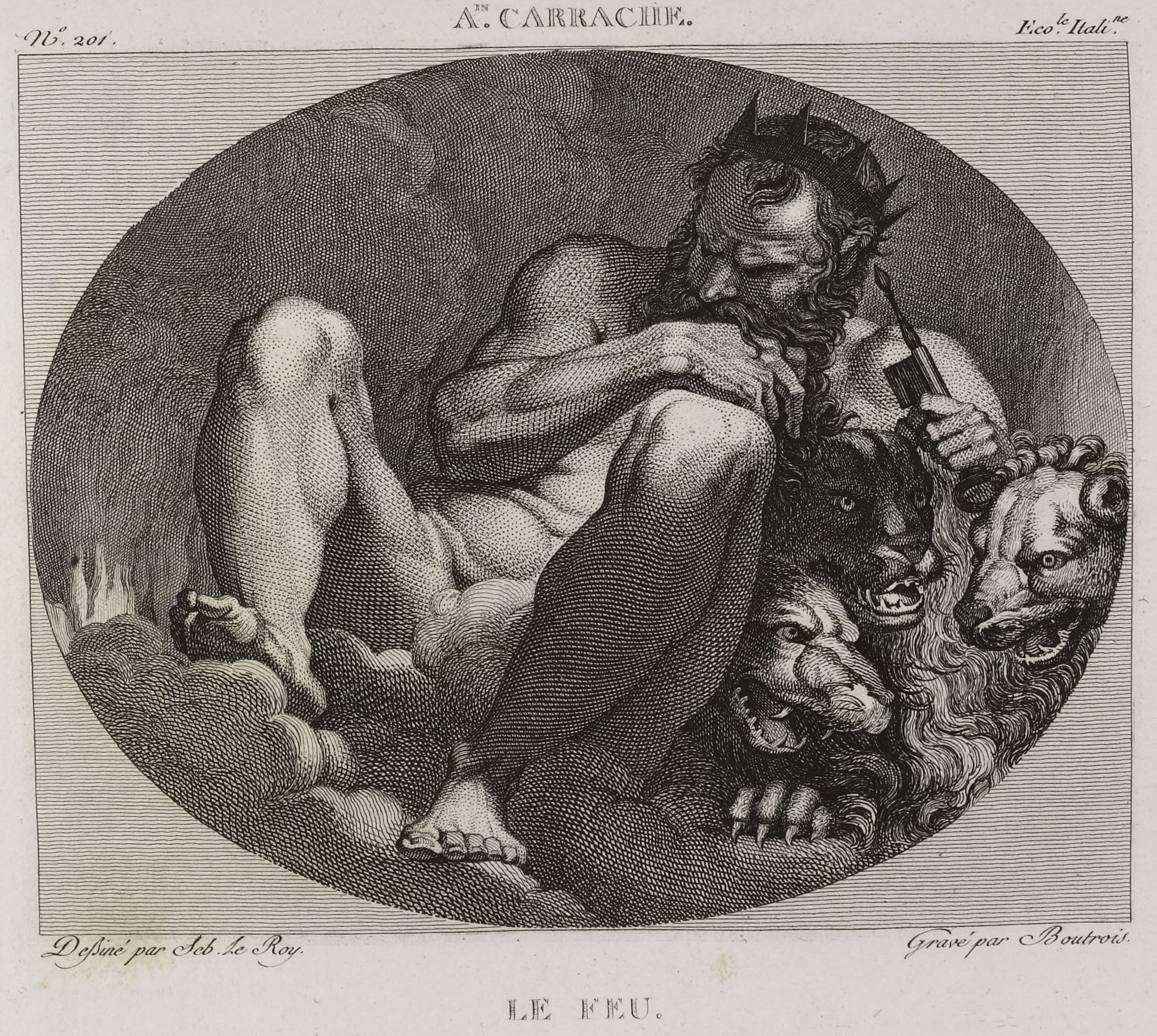
Le Feu, d'après Annibale Carrache.
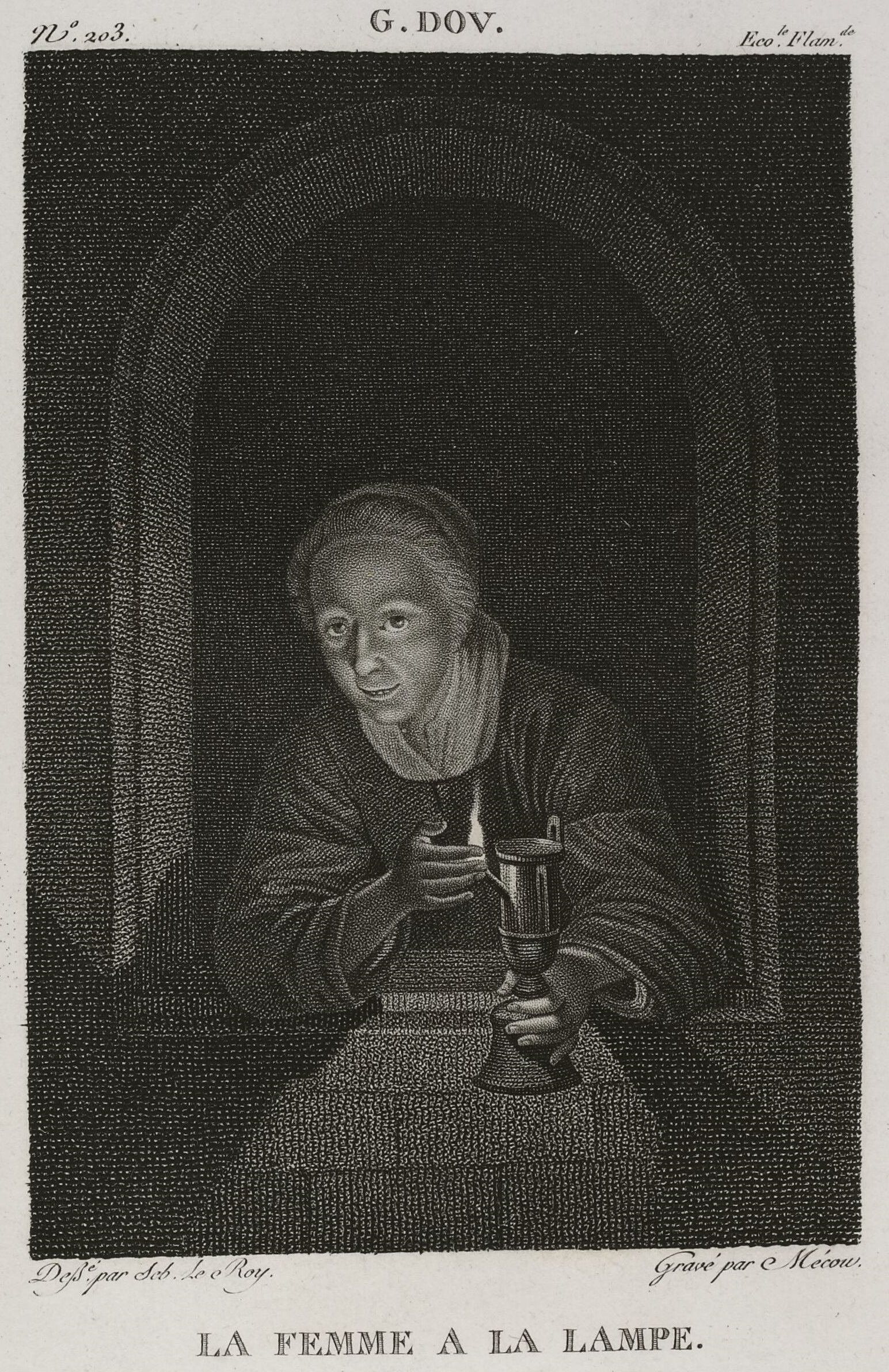
La Femme à la lampe, d'après Gerrit Dou.
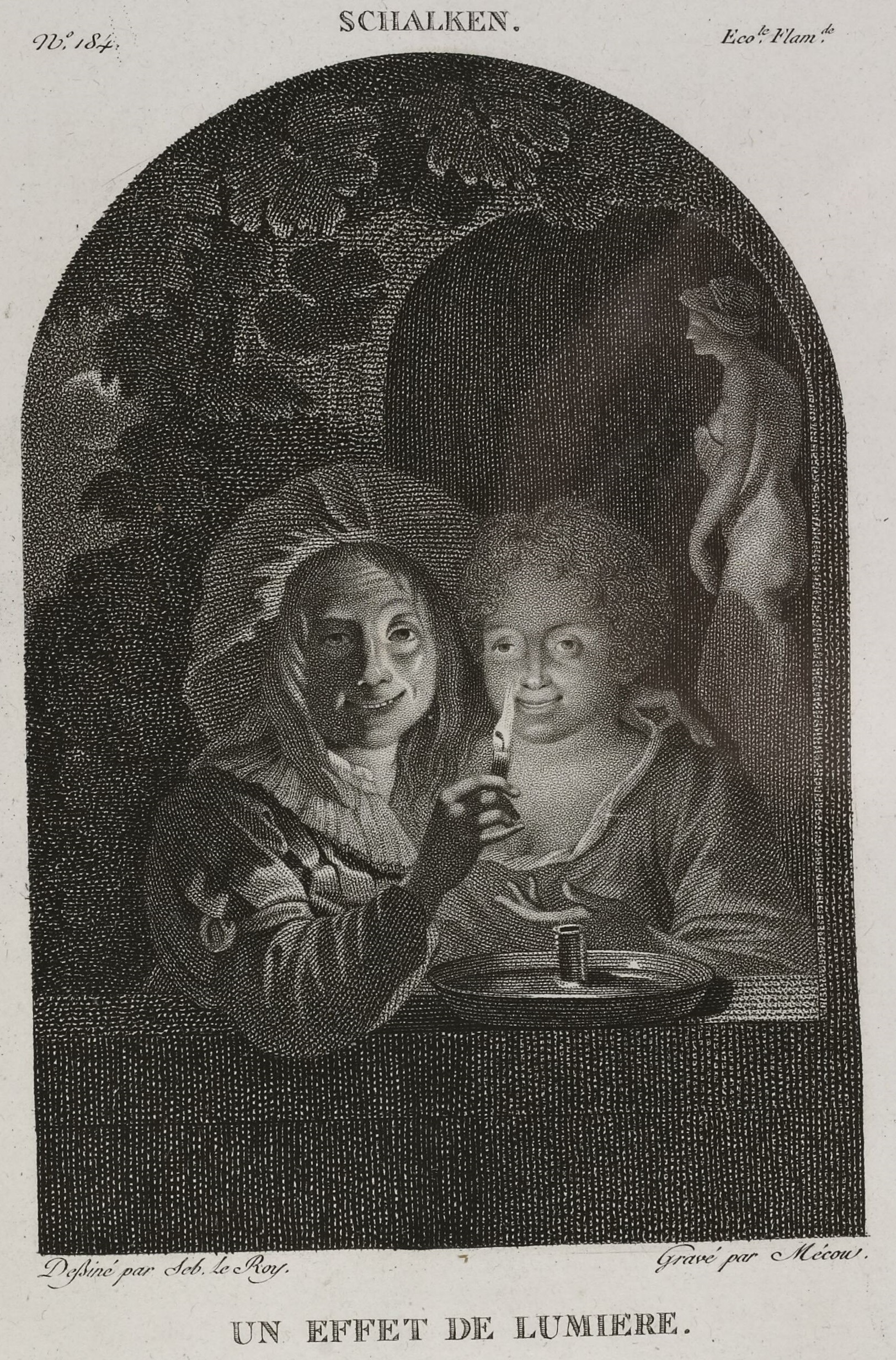
Un effet de lumière, d'après Godfried Schalken.
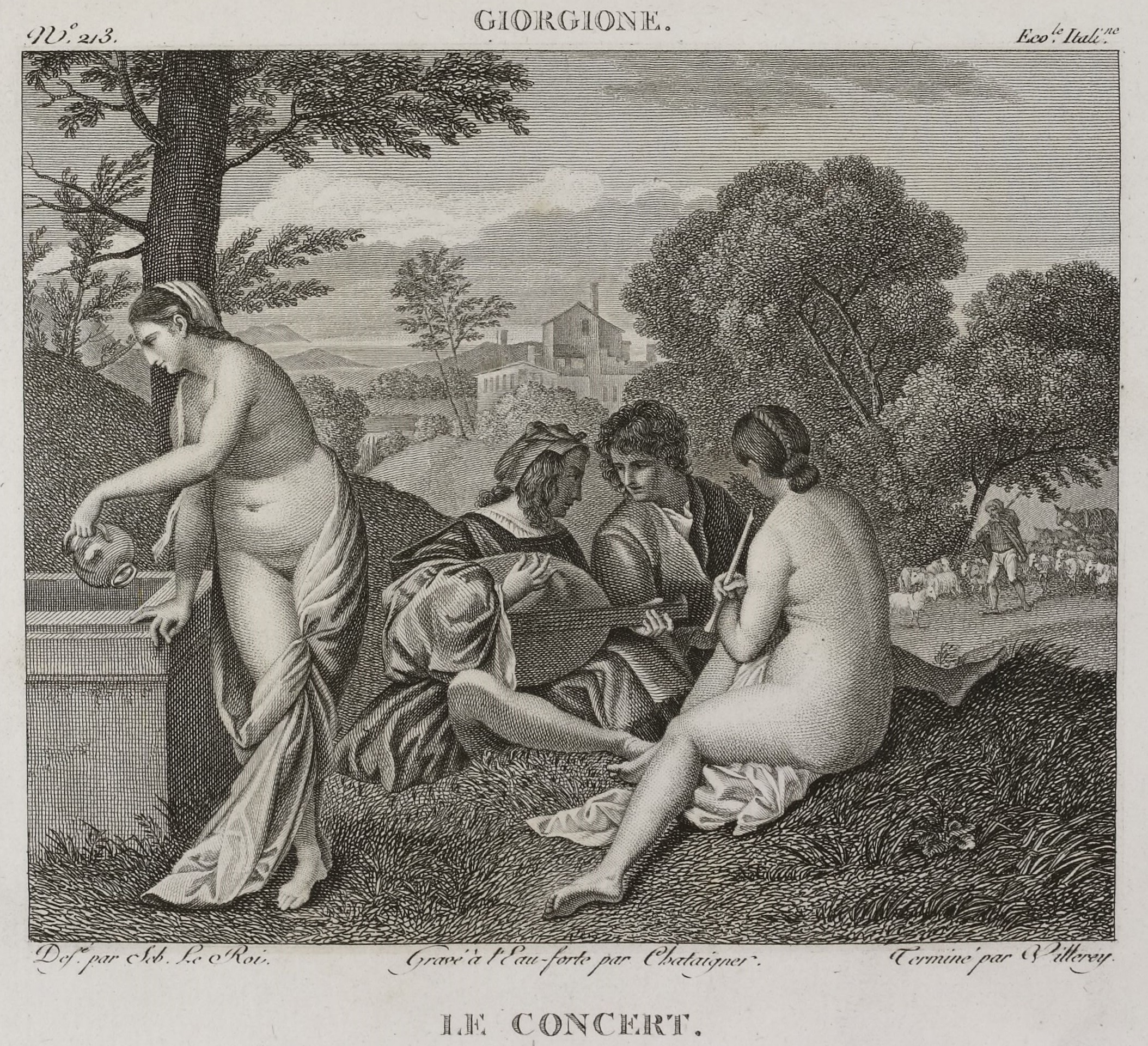
Le Concert, d'après Giorgione.
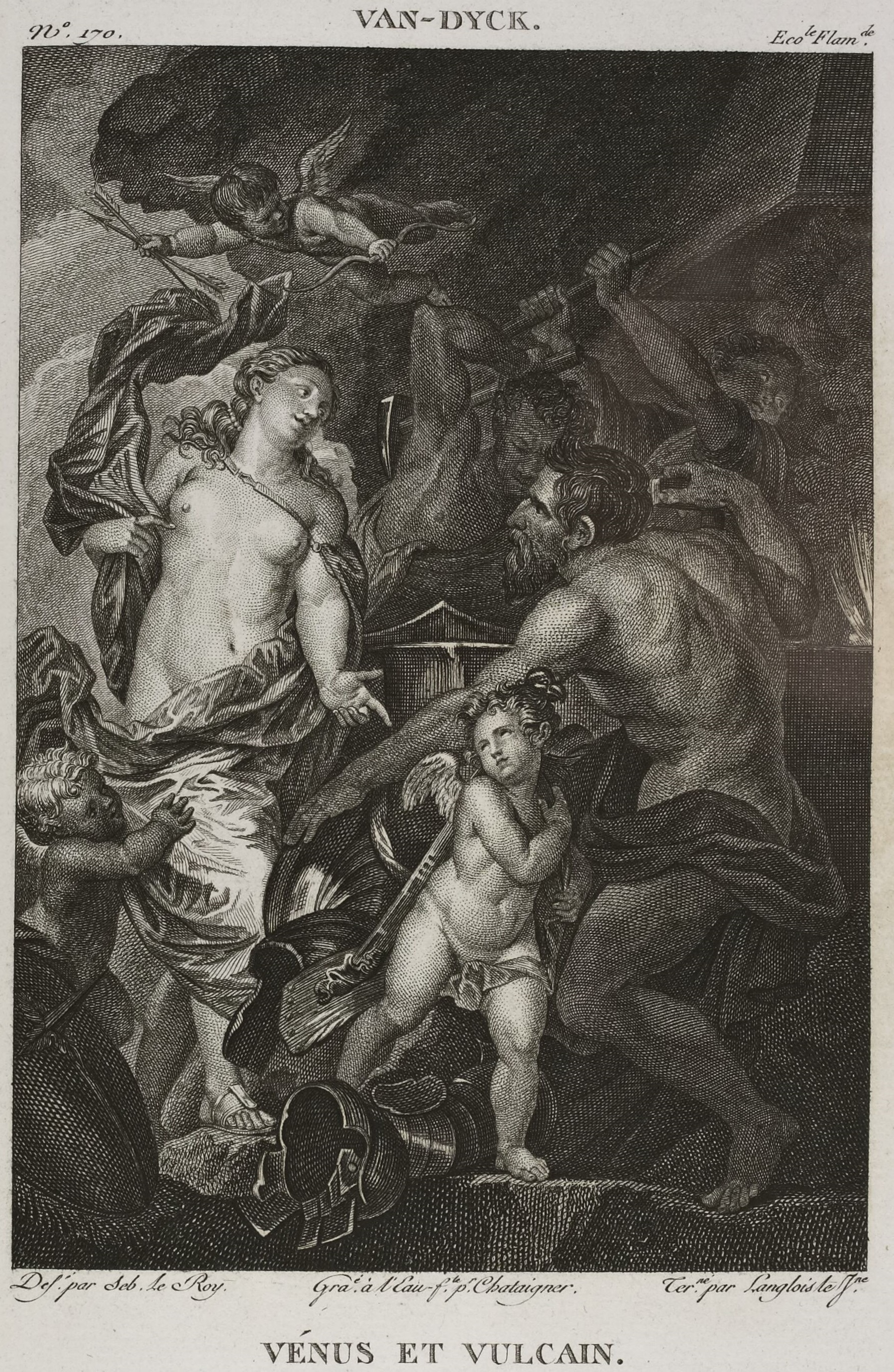
Vénus et Vulcain, d'après Antoine van Dyck.
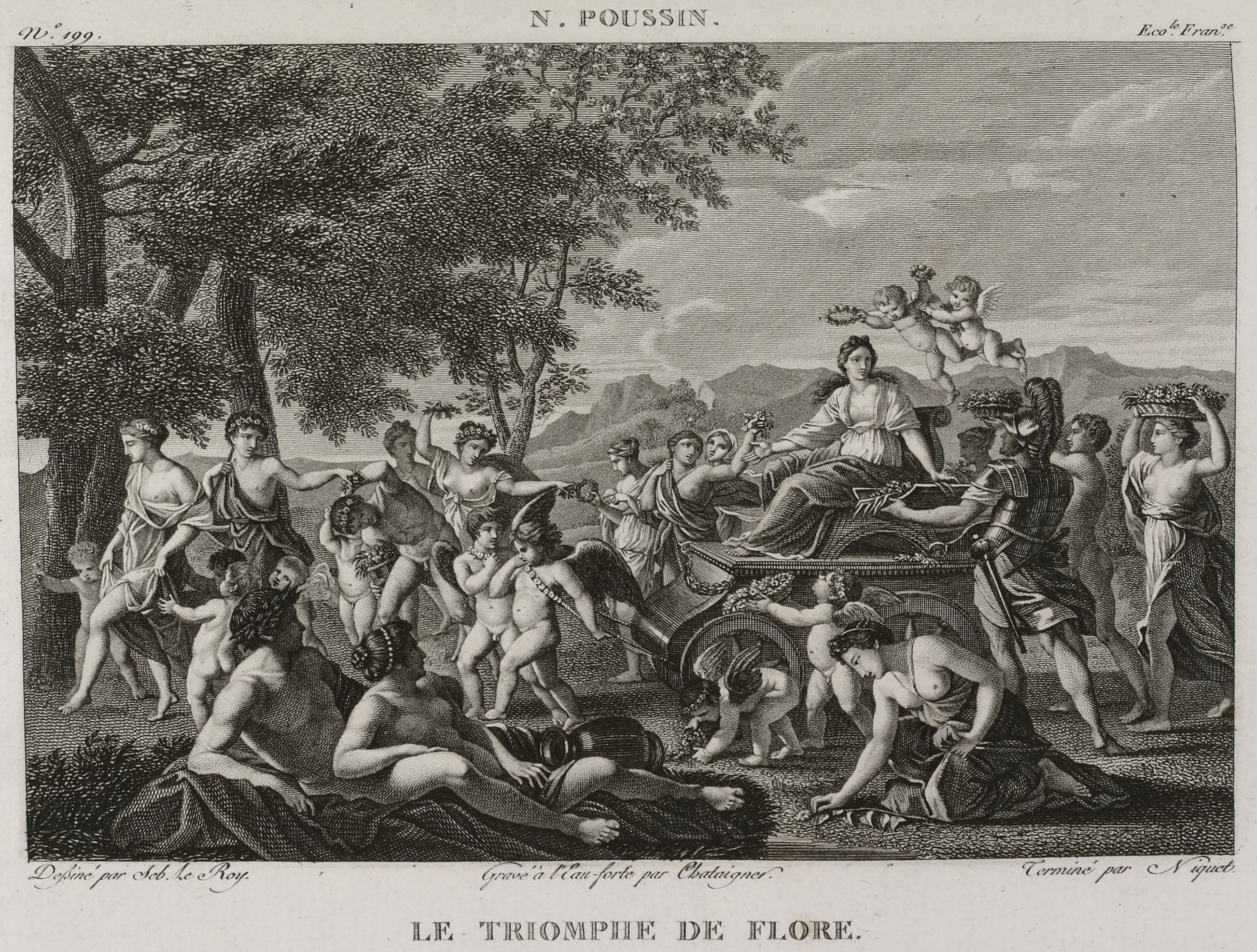
Le Triomphe de Flore, d'après Nicolas Poussin.
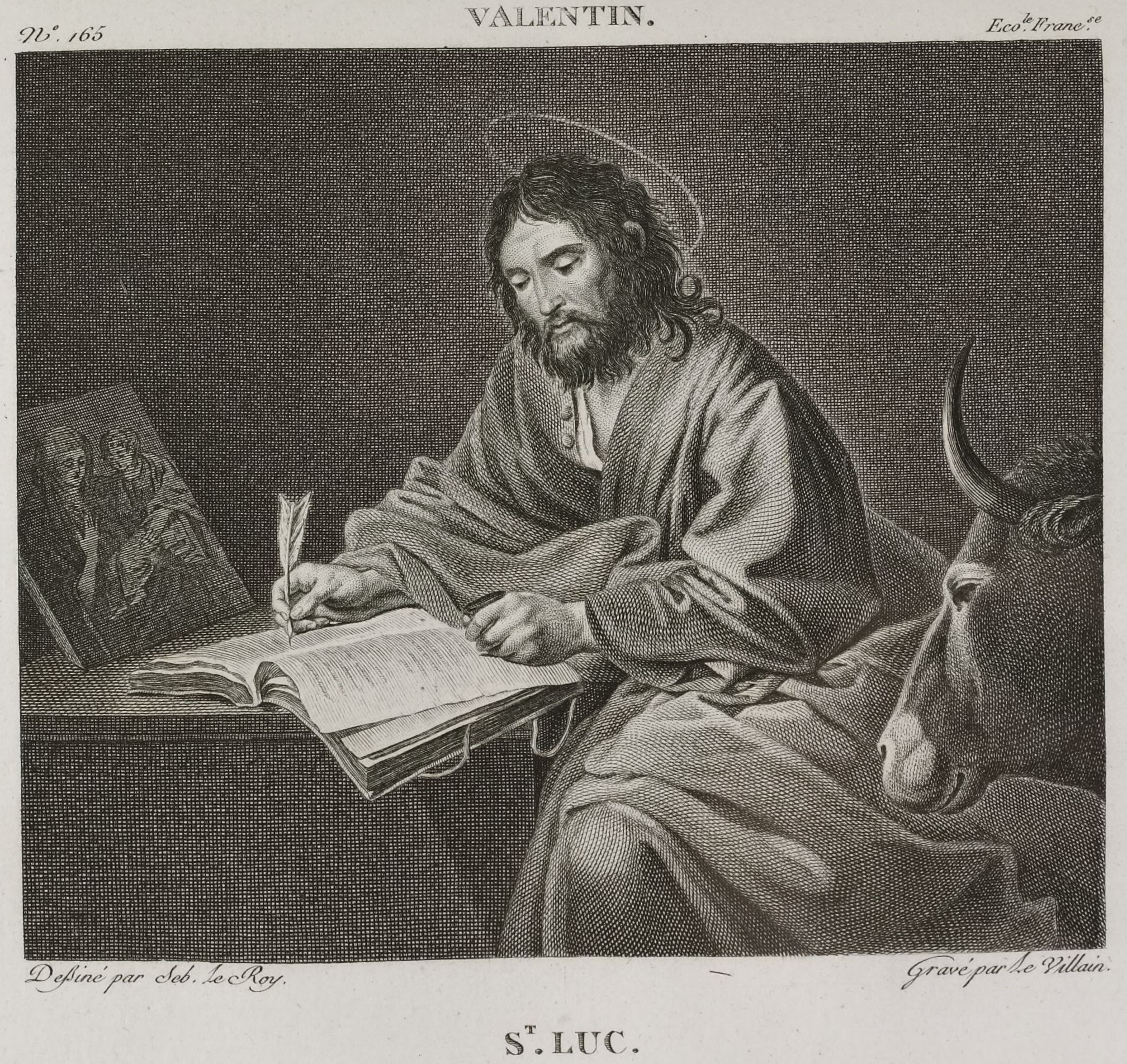
Saint Luc, d'après Le Valentin.
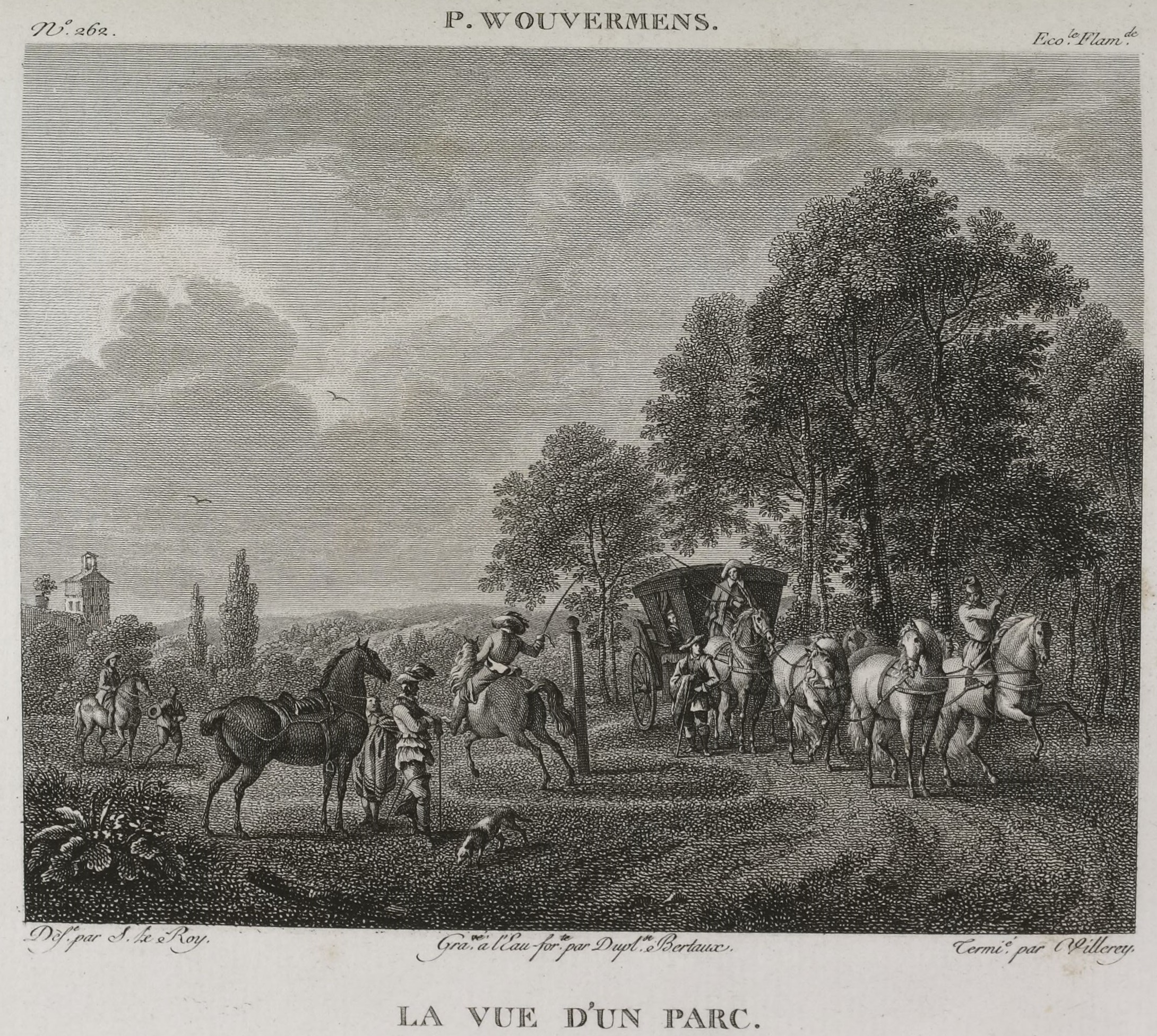
La Vue d'un parc, d'après Philips Wouwerman.
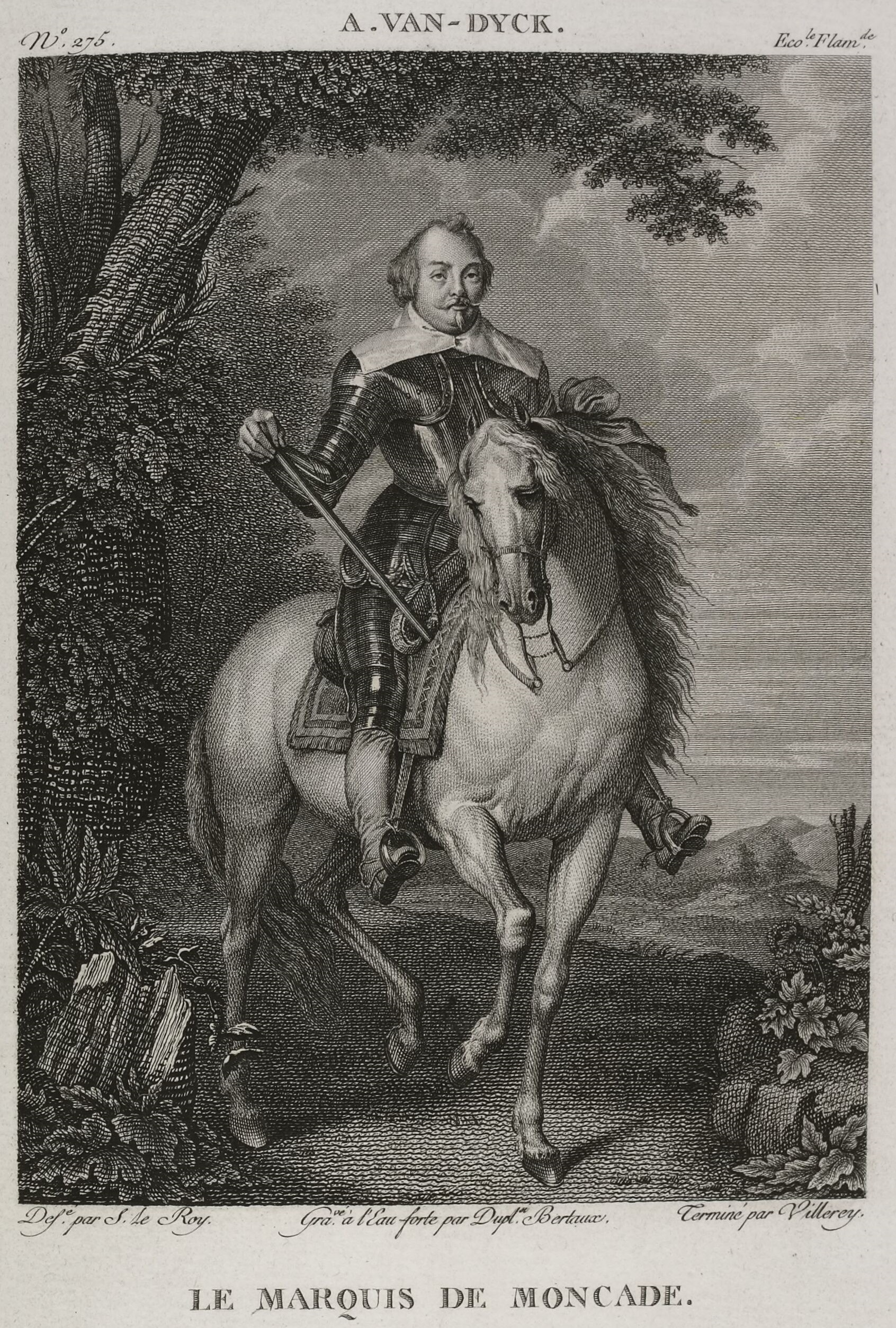
Le Marquis de Moncade, d'après Antoine van Dyck.
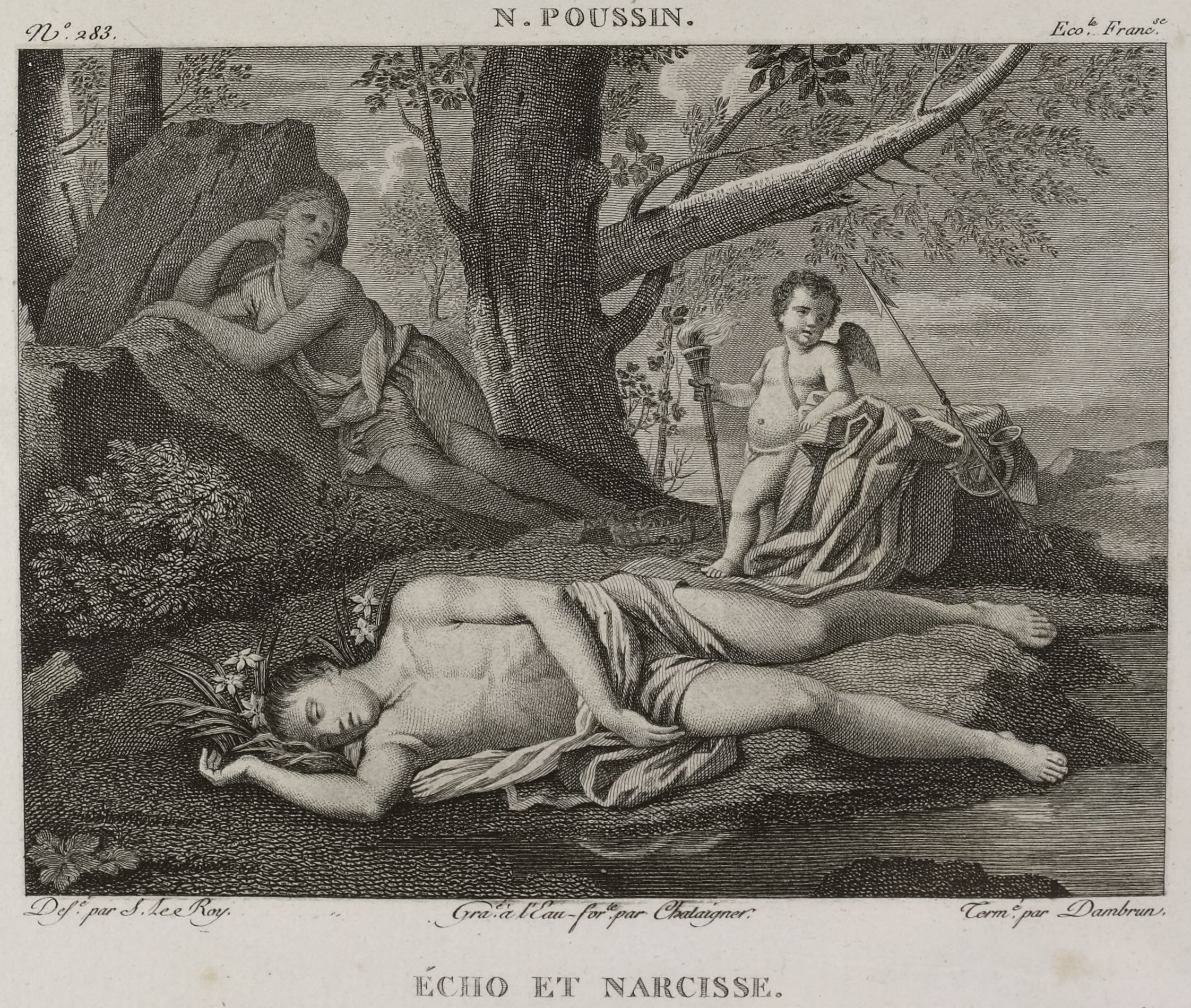
Écho et Narcisse, d'après Nicolas Poussin.
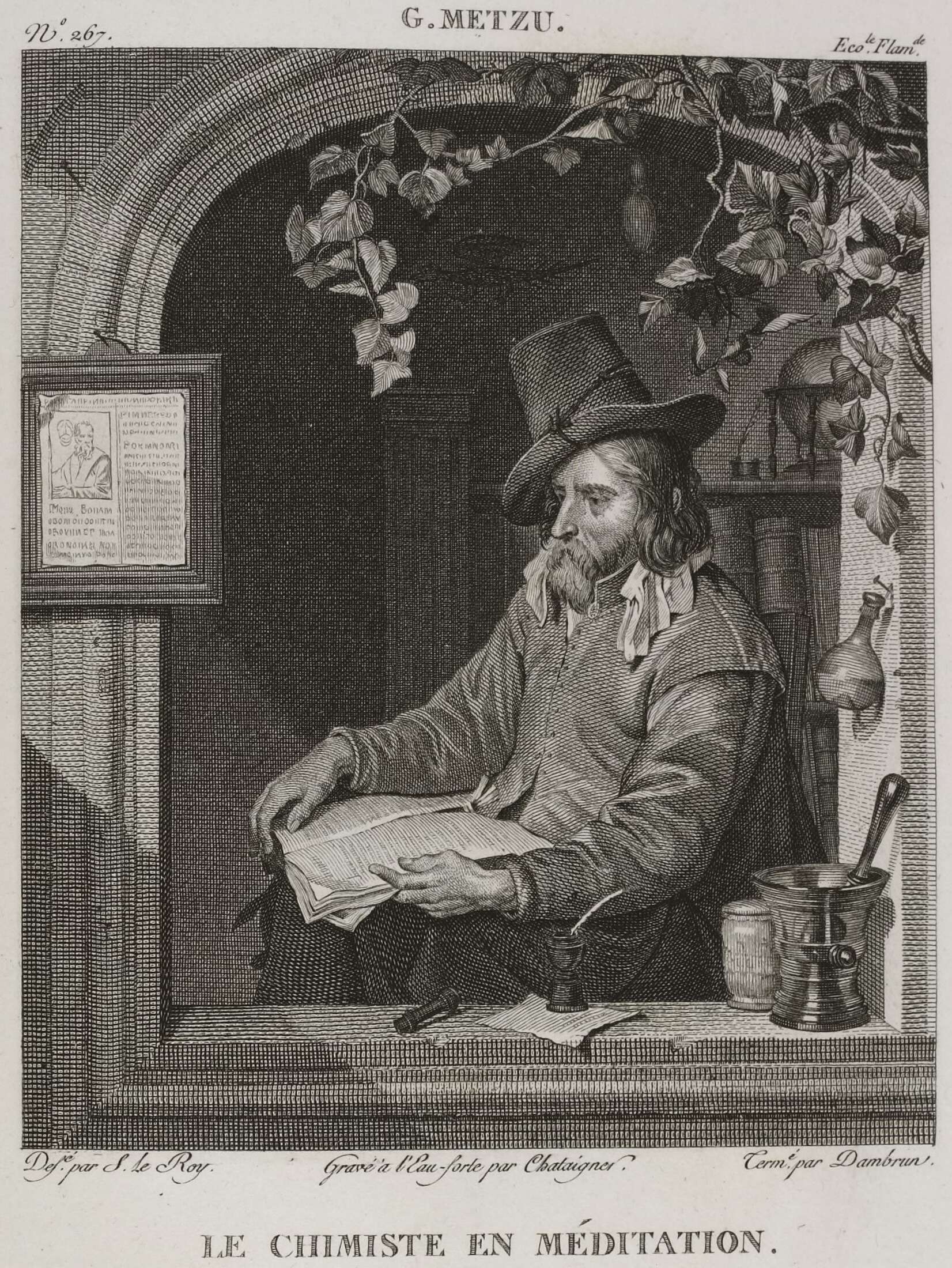
Le Chimiste en méditation, d'après Gabriel Metsu.